# Vitez
Vitez (en serbio: Витез) es una ciudad y municipio en el centro de Bosnia y Herzegovina. Pertenece administrativamente al Cantón de Bosnia Central, de la entidad denominada Federación de Bosnia y Herzegovina, una de las dos que componen el país. Está situada en el fértil valle del río Lašva.

## Nombre
La palabra "Vitez" significa literalmente "caballero" en bosnio, croata, esloveno, húngaro y serbio. Su análoga en ruso es Vityaz.

## Geografía
Vitez se encuentra en el centro geográfico de Bosnia y Herzegovina, en la parte central del valle del río Lašva, que se extiende desde la vertiente sureste del monte Vlašić hasta Busovača. Se encuentra a 70 km de Sarajevo y a 12 km de Zenica.
Las 34 localidades que componen el municipio son:
- Ahmići
- Bila
- Brdo
- Bukve
- Divjak
- Donja Večeriska
- Dubravica
- Gaćice
- Gornja Večeriska
- Jardol
- Kratine
- Krtine
- Krušćica
- Lupac
- Ljubić
- Mali Mošunj
- Nadioci
- Pirići
- Počulica
- Preočica
- Prnjavor
- Putkovići
- Rijeka
- Sadovače
- Sivrino Selo
- Šantići
- Tolovići
- Veliki Mošunj
- Vraniska
- Vrhovine
- Zabilje
- Zaselje

## Historia
Los primeros asentamientos hallados en los alrededores corresponden a la época romana, y pertenecen a vías de comunicación abiertas a través del valle del río Lašva. Tras la decadencia del Imperio Romano, comenzaron a llegar los eslavos a la región, organizando sus primeros estados. Se sabe que Vitez fue parte de Bosnia, hasta su desintegración debido a la ocupación de la región por el Imperio otomano. Este fue el período en el que Vitez obtuvo su nombre actual; según la leyenda, uno de los caballeros del reino de Bosnia fue asesinado en el valle del Lašva, pero su caballo lo llevó a lo que hoy es Vitez, donde finalmente cayó.
El primer asentamiento en la actual zona urbana se formó alrededor de la mezquita, construida en 1590. En el año 1879, ya bajo el Imperio austrohúngaro, Vitez tenía 510 habitantes. 
Durante un período de la Segunda Guerra Mundial, la ciudad perteneció al efímero Estado Independiente de Croacia, creado por los nazis en los Balcanes, y después a la República Socialista de Bosnia y Herzegovina, integrada en Yugoslavia. En la época yugoslava, la industria de la ciudad se revitalizó con la instalación de una planta de productos químicos.
Con el estallido de las Guerras yugoslavas, Vitez sufrió las mayores atrocidades de la época moderna. Cuando estalló el conflicto entre croatas y musulmanes, durante la Guerra de Bosnia, el valle del Lašva quedó sumido en pleno frente de batalla, lo que culminó con la limpieza étnica llevada a cabo por las fuerzas del Consejo Croata de Defensa, y matanzas como la masacre llevada a cabo en la localidad de Ahmići, perteneciente al municipio de Vitez, y donde fueron asesinados 120 civiles bosnios. Tras los acuerdos de paz, el municipio quedó integrado en la nueva federación bosniocroata. Numerosos dirigentes políticos y militares croatas fueron condenados por el Tribunal Penal Internacional para la ex Yugoslavia por estos hechos, acusados de crímenes contra la humanidad.

## Demografía

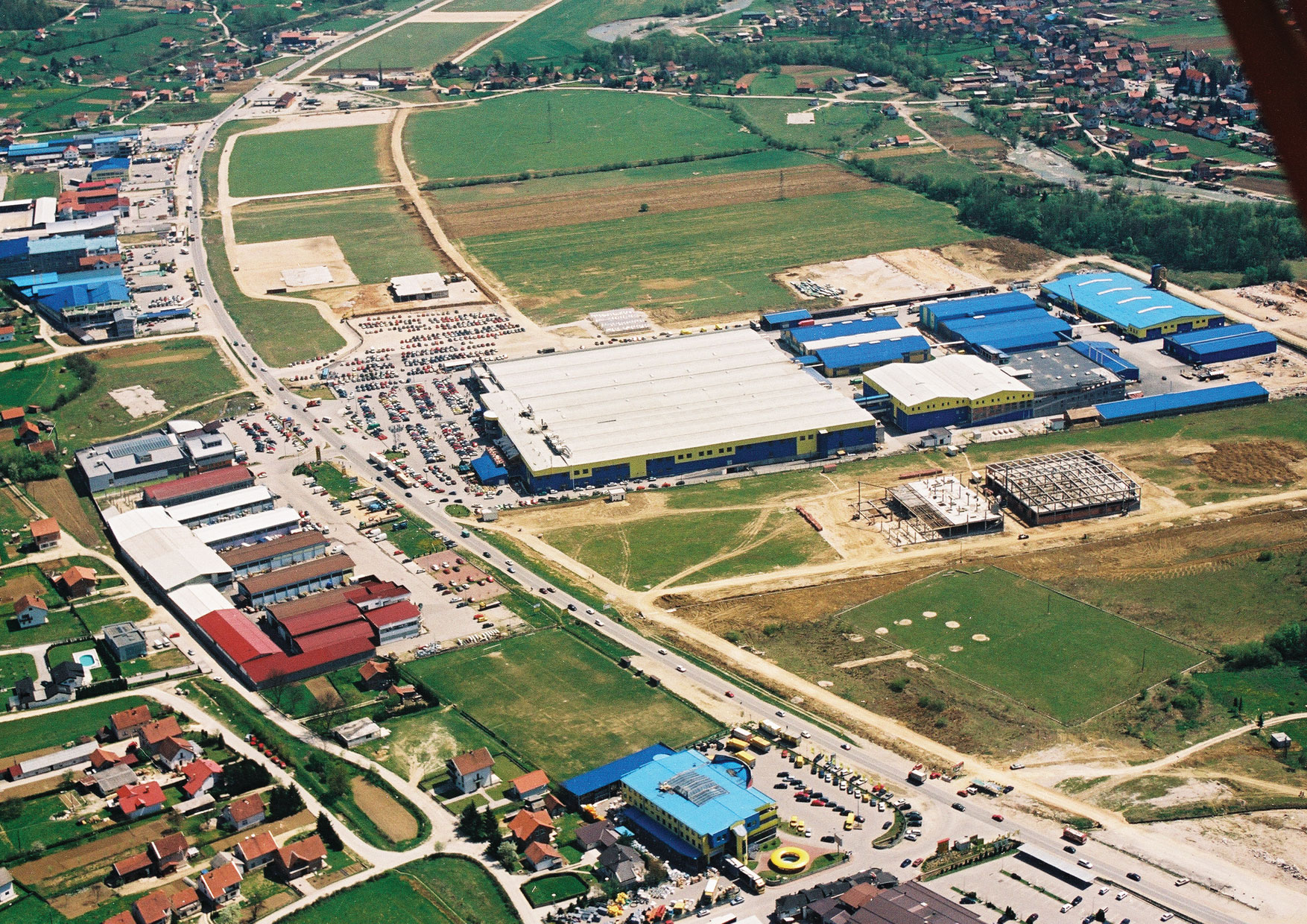
Vista de una zona industrial de Vitez.

La demografía del municipio corresponde a los censos de 1971 y 1991. Desde entonces no existe censo oficial, y debido a la Guerra de Bosnia y la limpieza étnica llevada a cabo por las fuerzas croatas, se estima que en la actualidad la gran mayoría de sus habitantes son de etnia croata. En 2008, la población estimada es de 9.299 habitantes la ciudad y 25.070 el municipio.
En el año 2009 la población del municipio de Vitezera de 25 052 habitantes. La superficie del municipio es de 159 kilómetros cuadrados, con lo que la densidad de población era de 158 habitantes por kilómetro cuadrado.

### 1971
- Croatas - 10.196 (49,42%)
- Musulmanes de nacionalidad (bosnios) - 8.527 (41,33%)
- Serbios - 1.502 (7,28%)
- Yugoslavos - 178 (0,86%)
- Otros - 225 (1,11%)
  - Total - 20.628

### 1991
- 45,49% Croatas (12.675)
- 41,32% Musulmanes de nacionalidad (bosnios) (11.514)
- 5,38% Serbios (1.501)
- 4,94% Yugoslavos (1.377)
- 2,87% Otros (792)
  - Total 27.859

## Economía
Una parte importante de la población se dedica a la agricultura y la ganadería, pero la principal riqueza del municipio es la forestal, gracias a los numerosos bosques que pueblan el valle. Por ello la ciudad posee instalaciones de tratamiento de la madera, con un aserradero con una capacidad de 50.000 m³ de madera por año.
Además de la planta de productos químicos instalada por el régimen federal yugoslavo en 1950 (y que sigue existiendo ya en manos privadas bajo la denominación Poslovni sistem "Vitezit") existen empresas de construcción y carpintería.